# Operation Bolero
Operation Bolero war der Deckname für den US-amerikanischen Militäraufbau in Großbritannien während des Zweiten Weltkriegs in Vorbereitung für eine geplante Kanalüberquerung. Ursprünglich als Operation Roundup für das Jahr 1943 geplant, wurde diese erst im Juni 1944 mit der Operation Overlord durchgeführt.

## Geschichte

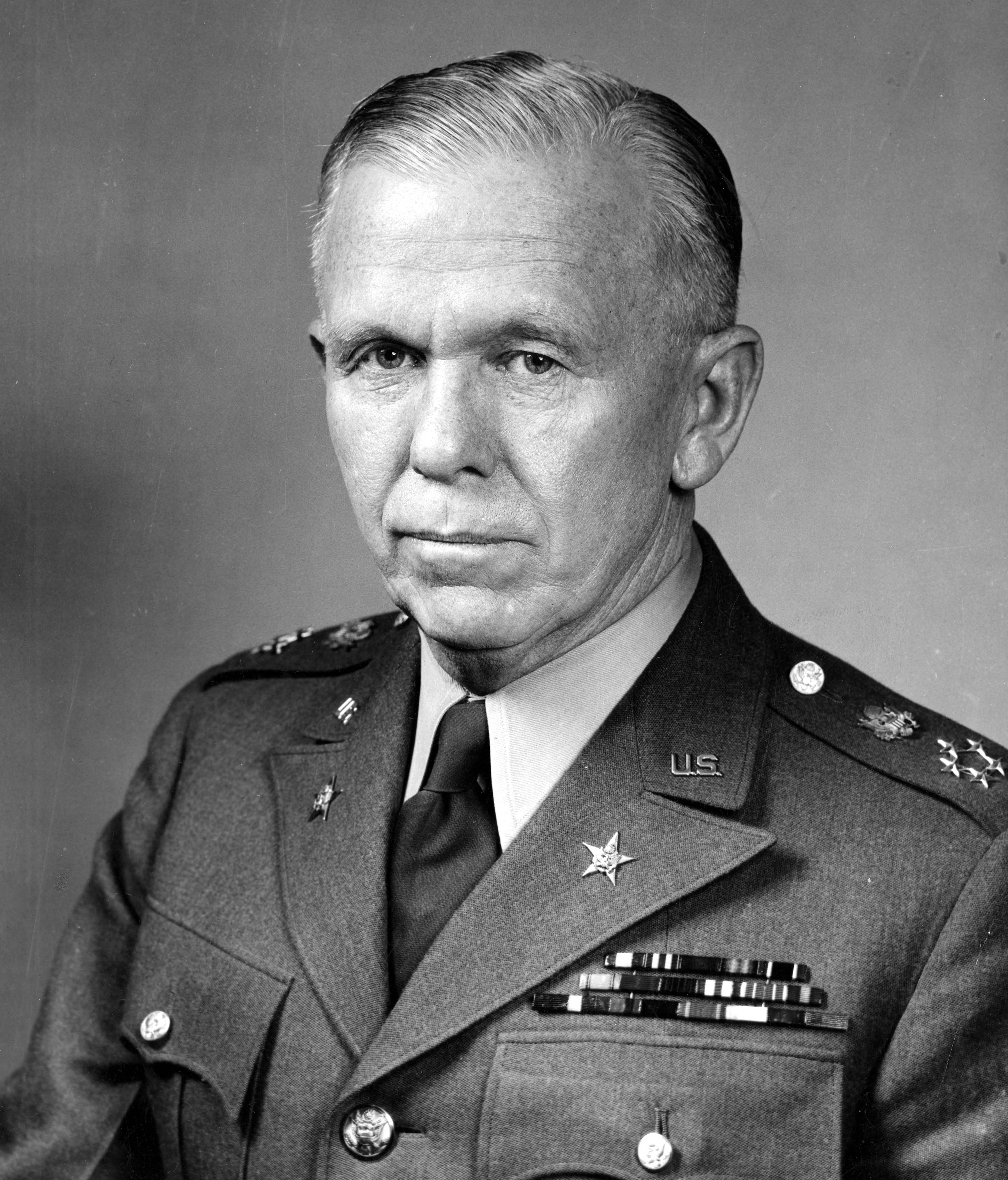
George C. Marshall

Auf der Arcadia-Konferenz Ende 1941/Anfang 1942 hatten sich die USA und Großbritannien grundsätzlich auf die Strategie „Germany first“ geeinigt. Dabei waren auch erste Optionen für einen Angriff gegen den deutschen Machtbereich besprochen worden. Der Chef der War Plans Division des amerikanischen Kriegsministeriums, Dwight D. Eisenhower, schlug im Februar 1942 einen schnellen Truppenaufbau in Großbritannien als Basis für einen Angriff über den Kanal vor. Hintergrund für diese Forderung war die Befürchtung, die Sowjetunion könne in nächster Zukunft besiegt werden, was die erfolgreiche Bekämpfung der Achsenmächte in Nordwesteuropa wesentlich erschweren würde. Nach Erfolgen des Deutschen Afrikakorps in Nordafrika Anfang 1942 wurden die Planungen für die Operation Gymnast zunächst auf einen späteren Zeitpunkt verschoben. Dies öffnete den amerikanischen Planern die Möglichkeit für eine ernsthafte Untersuchung eines Kanalangriffs. Allerdings schien aufgrund begrenzter Transportmöglichkeiten, fehlender Landungsfahrzeuge, des Truppenbedarfs anderer Kriegsschauplätze sowie der eher ablehnenden britischen Haltung ein britisch-amerikanischer Angriff im Jahr 1942 (→ Operation Sledgehammer) kaum möglich. Ein Anfang April 1942 auf Grundlage der Überlegungen des amerikanischen Armeestabschefs George C. Marshall ausgearbeitetes Memorandum diente als Gesprächsgrundlage für die Londoner Gespräche der Combined Chiefs of Staff im April, auf der die britischen Chiefs of Staff den amerikanischen Vorschlägen für eine Landung im April 1943 prinzipiell zustimmten.
Im Anschluss an die Londoner Konferenz wurden Planungen für Operation Bolero in Gang gesetzt. Dazu wurde in Washington das britisch-amerikanische „Bolero-Komitee“ eingerichtet, parallel zu einem Londoner Komitee über die eigentlichen Landeoperationen. Die amerikanischen Planer schätzten ursprünglich, bis zum geplanten Start von Roundup im April 1943 eine Armee von 890.000 Mann auf die britischen Inseln bringen zu können. Im Mai wurde ein Programm zum Bau von Landungsschiffen und -booten beschlossen, das zugehörige „Special Committee on Landing Craft for the Continent“ wurde dem Bolero-Komitee unterstellt.
Der Bolero-Plan legte für den Militäraufbau Prioritäten fest, nach denen der Aufbau der Luftstreitkräfte an erster Stelle vor dem der Landstreitkräfte stand. Für Bolero war dabei die 8th Air Force vorgesehen, deren Hauptquartier im Mai nach England verlegt wurde. Die ersten amerikanischen Divisionen, die nach Europa verschifft wurden, waren im Juni 1942 die 1. US-Panzerdivision und die 34. US-Infanteriedivision. Im selben Monat wurde das Hauptquartier „ETOUSA“ der United States Army unter General Eisenhower aufgestellt. Zum Oberbefehlshaber der Luftstreitkräfte in Europa wurde General Carl A. Spaatz ernannt.
Im weiteren Verlauf des Jahres 1942 legte sich Präsident Roosevelt auf das Projekt Torch (ex-Gymnast) fest und der Plan Bolero-Roundup trat hinter die Aufgaben in Nordafrika (und im Pazifik) zurück. Der geplante Aufbau in Großbritannien wurde verlangsamt und bereits in Großbritannien befindliche Bodeneinheiten wurden für die im November geplante Operation Torch bereitgestellt. Statt der geplanten knapp 1 Million Mann, so die Planer, würden sich im April 1943 nur 150.000 US-Soldaten in Großbritannien befinden (tatsächlich waren es dann nur etwa 60.000). Der Plan zu einer Landung im Jahr 1943 wurde damit stark in Frage gestellt. Weiterhin wurden Einheiten der 8th Air Force an die zur Unterstützung von Torch gebildete 12th Air Force abgegeben oder einer strategischen Reserve zugeteilt. Daneben kollidierte der Bolero-Roundup-Plan mit den vermehrten Hilfslieferungen an die Sowjetunion nach dem Leih- und Pachtgesetz.
Erst ab Herbst 1943, nach der Aufstellung des Stabes COSSAC und dem Beginn der Planungen für Overlord, wurde der Aufbau in Großbritannien wieder ernsthaft aufgenommen. Hierfür wurden auch die umgebauten Passagierschiffe Queen Mary und Queen Elizabeth mit einer Kapazität von jeweils etwa 15.000 Mann, die aufgrund ihrer Geschwindigkeit vor deutschen U-Booten sicher waren, eingesetzt. Von Herbst 1943 bis Mai 1944 erreichten so monatlich etwa 150.000 Mann die britischen Inseln. Als limitierender Faktor stellte sich dabei hauptsächlich die Kapazität der britischen Häfen heraus. Am D-Day befanden sich schließlich über 1,5 Millionen US-Soldaten und mehr als 8000 Flugzeuge in zwei US-Luftflotten in Großbritannien.

### Luftverlegung

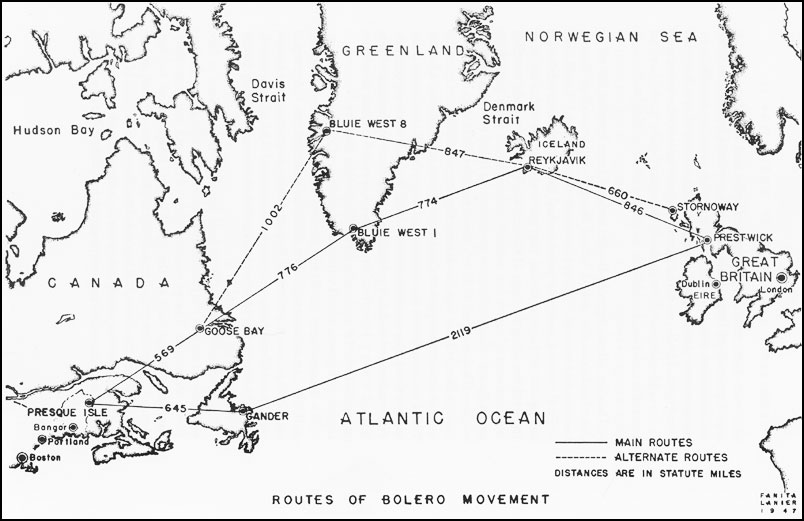
Routen der Bolero-Flüge

Der Beschluss „Germany first“ sorgte dafür, dass 1942 trotz des Pazifikkriegs viel Kriegsmaterial nach England verschifft wurde. Durch den U-Boot-Krieg im Atlantik gingen aber viele Schiffe verloren, und der Großteil der verlorenen Fracht bestand aus Flugzeugen.
Deshalb erarbeitete Generalmajor Henry „Hap“ Arnold einen Plan, Bomber und Jagdflugzeuge mit Zwischenstopps in Labrador, Grönland und Island auf dem Luftweg nach Großbritannien zu verlegen. Mit der Durchführung wurde der Oberbefehlshaber der 8th Air Force Spaatz beauftragt.
Geeignet für dieses Unternehmen waren nur die Langstreckenbomber Boeing B-17, und zweimotorige Lockheed P-38 Lightning mit zusätzlichen Abwurftanks. Die einzelnen Staffeln bestanden aus einer B-17 mit der Aufgabe der Navigation, und mindestens zwei P-38 als Flankenschutz. Die berühmteste Staffel der Operation Bolero ist die „Verlorene Staffel“ mit den beiden Rotten Tomcat Green (mit B-17 „Big Stoop“ und vier P-38) und Tomcat Yellow (mit B-17 „Do-Do“ und zwei P-38), die am 15. Juli 1942 auf Grönland notlanden musste und aufgegeben wurde.